# Карвинівська сільська рада
Карвинівська сільська рада — колишня адміністративно-територіальна одиниця та орган місцевого самоврядування у Чуднівському і Романівському (Миропільському, Дзержинському) районах, Волинської округи, Вінницької й Житомирської областей Української РСР та України з адміністративним центром у с. Карвинівка.

## Населені пункти
Сільській раді були підпорядковані населені пункти:
- с. Карвинівка
- с. Бартуха
- с. Грем'яче
- с. Станіславівка

## Населення
Кількість населення ради, станом на 1923 рік, становила 2 117 осіб, кількість дворів — 368.
Відповідно до результатів перепису населення СРСР, кількість населення ради, станом на 12 січня 1989 року, становила 1 838 осіб.
Станом на 5 грудня 2001 року, відповідно до перепису населення України, кількість мешканців сільської ради становила 1 515 осіб.

## Склад ради
Рада складалася з 16 депутатів та голови.

## Історія
Створена 1923 року в складі с. Карвинівка та хуторів Галиха, Грем'яче, Дриглівський, Желізняк і Поповичка Чуднівської волості Полонського повіту Волинської губернії. У 1934 році в х. Грем'яче створено окрему, Грем'яцьку сільську раду Дзержинського району. Станом на 1 жовтня 1941 року хутори Желізняк і Поповичка не перебувають на обліку населених пунктів.
Станом на 1 вересня 1946 року сільська рада входила до складу Дзержинського району Житомирської області, на обліку в раді перебували с. Карвинівка та х. Дриглів.
2 вересня 1954 року, відповідно до рішення Житомирського облвиконкому № 1087 «Про перечислення населених пунктів в межах районів Житомирської області», до складу ради передано х. Бартуха Старочуднівсько-Гутянської сільської ради. 6 лютого 1956 року, відповідно до рішення Житомирського ОВК № 95 «Про перечислення окремих населених пунктів в межах Дзержинського, Барашівського і Радомишльського районів», до складу ради включено с. Станіславівку Старочуднівсько-Гутянської сільської ради. 29 червня 1960 року, відповідно до рішення Житомирського облвиконкому № 683 «Про об'єднання деяких населених пунктів в районах області», х. Дриглів об'єднано із с. Карвинівка. 17 серпня 1964 року, відповідно до рішення Житомирського ОВК № 330 «Про зміни в адміністративно-територіальному поділі Бердичівського, Дзержинського і Новоград-Волинського району», до складу ради включено с. Грем'яче Дриглівської сільської ради Дзержинського району.
На 1 січня 1972 року сільська рада входила до складу Дзержинського району Житомирської області, на обліку в раді перебували села Бартуха, Грем'яче, Карвинівка та Станіславівка.
Виключена з облікових даних 17 липня 2020 року. Територію та населені пункти ради, відповідно до розпорядження Кабінету Міністрів України № 711-р від 12 червня 2020 року «Про визначення адміністративних центрів та затвердження територій територіальних громад Житомирської області», включено до складу Чуднівської міської територіальної громади Житомирського району Житомирської області.
Входила до складу Чуднівського (7.03.1923 р.) та Романівського (Миропільського, Дзержинського, 27.06.1925 р.) районів.